# Церковь Свети
Церковь Свети (груз. სვეტის ეკლესია) — средневековая церковь в посёлке около Сейитлер (груз. სვეტი, Свети), историческом Кларджети (ныне провинция Артвин в Турции), которая была разрушена.
Первая упоминутая информация о церкви содержится в материалах экспедиции А. М. Павлинова 1888 года. Профессор П. С. Уварова оставил немного информации о церкви.
Храм имел необычное строение - бескупольный тетраконх. Центральная часть представляла собой слегка удлинённый зал по западно-восточной оси, покрытый цилиндрической аркой. Он был соединён апсидами с четырех сторон. Апсиды справа и слева имели небольшие кладовые. Конструкция здания была описана как 16-бойная, в центре которой возвышался средний однонавевый объем, покрытый двумя арками.
Предполагается, что остатки тетраконха соответствуют развалинам, известным как «Kilise Kapısı» (буквально: церковь у двери), на возвышенной местности в посёлке.